# Pabil
Pabil (také Ganesh IV) je hora vysoká 7 104 m n. m. nacházející se v pohoří Himálaj v Nepálu necelé než 3 km od hranic s Čínskou lidovou republikou.

## Prvovýstup
Prvovýstup provedla japonská expedice 16. října 1978.